# Håkon Walde
Håkon Walde (25 aprile 1907 – 28 novembre 1988) è stato un calciatore norvegese, di ruolo difensore.

## Carriera

### Club
Walde vestì la maglia del Brann.

### Nazionale
Disputò 2 partite per la Norvegia. Esordì il 12 giugno 1929, nel pareggio per 4-4 contro l'Paesi Bassi.